# SN比
SN比（エスエヌひ）は、通信理論ないし情報理論あるいは電子工学などで扱われる値で、信号 (signal) と雑音 (noise) の比である。
信号雑音比 (signal-noise ratio) または 信号対雑音比 (signal-to-noise ratio) の略。SNR、S/Nとも略す。S/N比と書くのは/が比を意味するため、比が二重になり間違いである。
desired signal to undesired signal ratio、D/U ratio ともいう。
SN比が高ければ伝送における雑音の影響が小さく、SN比が小さければ影響が大きい。SN比が大きいことをSN比がよい、小さいことを悪いとも言う。

## 定義
SN比は、信号の分散を雑音の分散で割った値である。
SN比で考える信号と雑音の定義は、何に着目しているかによる。見方によっては、通常「雑音」とされている成分に着目する場合など、逆転することさえありうる。雑音は確率過程とも限らない。
また、考えるのは、真の信号S と真の雑音N の分散である。真の値が得られず測定値しかない場合は、不偏分散で代用する必要がある（データ数が多い場合はほとんど影響しないが）。実測されるのは S +N であり、これと S を混同しない注意も必要である。
数式では
{\displaystyle S/N={\frac {P_{\mathrm {S} }}{P_{\mathrm {N} }}}=\left({\frac {A_{\mathrm {S} }}{A_{\mathrm {N} }}}\right)^{2},}
PS = 信号電力、
PN = 雑音電力、
AS = 信号電圧（電流）の実効値、
AN = 雑音電圧（電流）の実効値
と表される。分散は電気工学では交流成分の電力（パワー）となるので、P で表している。平均値に相当する直流成分を除いた、交流成分のみを考慮する。A は偏差の実効値（二乗平均平方根）で、電気工学では交流成分の電流または電圧になる。
分野や物理量に関わらず電力やパワーと呼び P で表すことが多いが、実際は電力とは限らず、たとえば映像では輝度であり、測定では長さや質量などさまざまな物理量でありうる。

## 単位（デシベル）
| dB    | 電力比  | 電流比 |
| ----- | ------- | ------ |
| 0     | 1       | 1      |
| 3.010 | 2       | 1.414  |
| 6.021 | 4       | 2      |
| 10    | 10      | 3.162  |
| 20    | 100     | 10     |
| 40    | 10000   | 100    |
| 60    | 1000000 | 1000   |
| 90    | 10億    | 31623  |

多くの信号はダイナミックレンジが非常に広いので、通常SN比は常用対数（10を底にした対数）で表現される。ただし、単位にはデシベル (dB) を使うので、常用対数の10倍の数値になる。電流比率で考えれば20倍である。
{\displaystyle [S/N]_{\mathrm {dB} }=10\log _{10}{\frac {P_{\mathrm {S} }}{P_{\mathrm {N} }}}=20\log _{10}{\frac {A_{\mathrm {S} }}{A_{\mathrm {N} }}}}

## SN比と通信効率
伝送路の通信路容量は、ノイズが正規分布の場合、シャノン＝ハートレーの定理より
{\displaystyle C\leq B\log _{2}\left(1+{\frac {S}{N}}\right)}
で表される。B は帯域幅である。等号は通信方式が理想的な場合に成り立つ。
SN比が高いほど通信効率がよくなる。また {\displaystyle S\gg N} ならば
{\displaystyle C\leq 0.332[S/N]_{\mathrm {dB} }B}
と表せ、通信効率はSN比をデシベルで表した値に比例する。

## その他の信号対雑音比
SN比以外にも、信号と雑音の比率を表す方法がある。

### 搬送波対雑音比（CN比）
「信号」を搬送波とした場合は、搬送波対雑音比（Carrier to noise ratio）あるいは C/N （シーエヌ、CN比、CNR とも）といい、デジタル信号伝送では主にこちらを使う。

### 搬送波対干渉波比（CI比）
搬送波と干渉波の比率を搬送波対干渉波比と呼ぶ。ラジオなどの無線通信において、他のチャネルをノイズ源（干渉波）とするときなどに使われる。

### ピーク信号対雑音比（PSNR）
最大電力と雑音の比率をピーク信号対雑音比（PSNR: Peak signal-to-noise ratio）と呼ぶ。

### Eb/N0
1ビット当たりの信号電力と雑音密度の比をEb/N0 (energy per bit to noise power spectral density ratio) と呼ぶ。

### SINAD
SN比の計算式において、雑音電力の項に機器が生じる歪み電力を加えたものをSINADと呼ぶ。受信機（特にFM）の出力雑音を表すために用いる。